# Teléfono inteligente modular

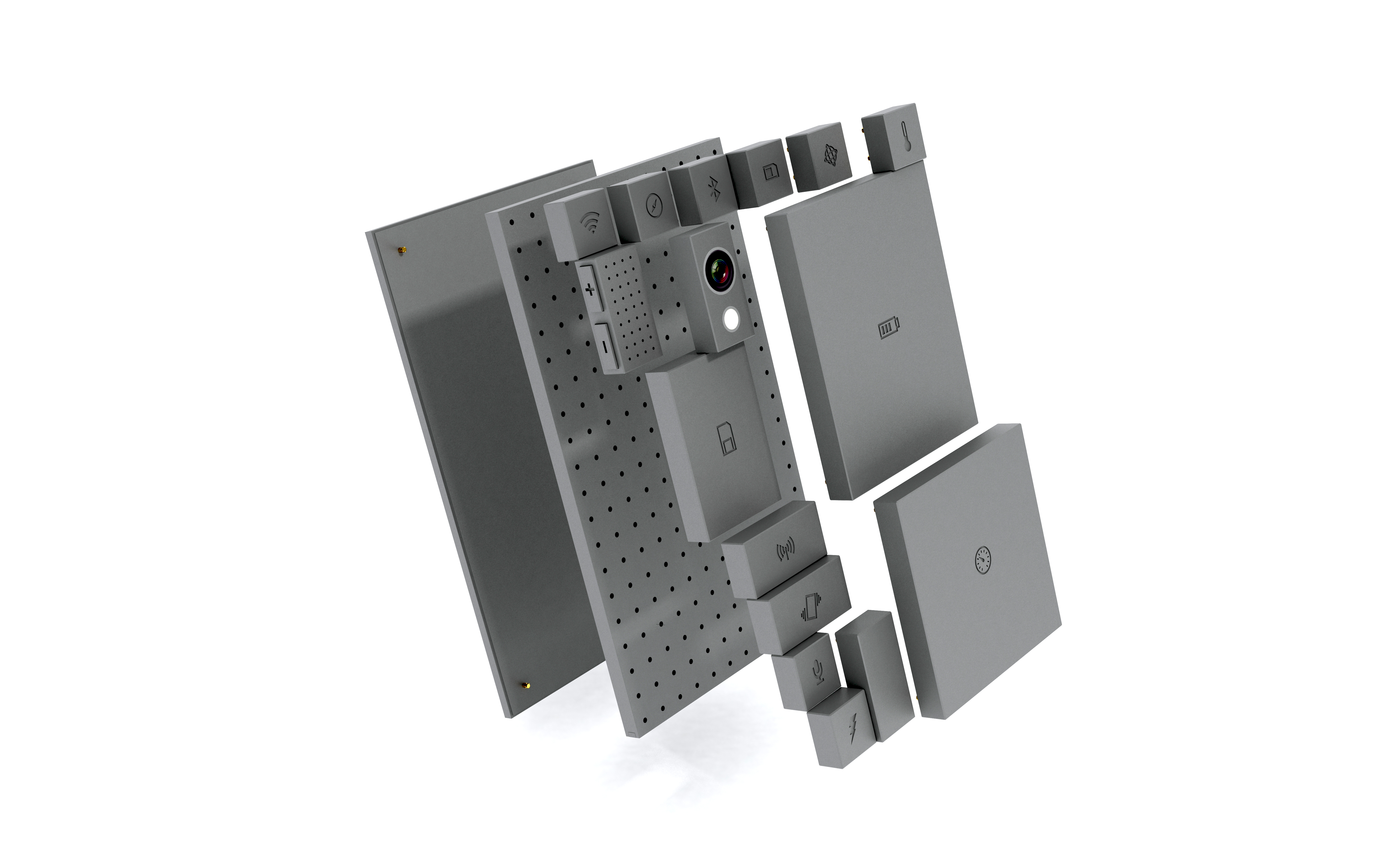
Phonebloks abierto

Un teléfono inteligente modular es un teléfono inteligente fabricado usando diferentes componentes (también llamado Bloks o bloques) que se pueden actualizar de forma independiente, obteniendo así una reducción de residuos y un aumento en la comodidad del usuario.
El componente más importante es la placa principal, donde los demás (como cámaras o pilas se adjuntan), se acoplan de manera similar a los ladrillos de Lego. Los componentes se puede obtener de una tienda de hardware de código abierto, a veces llamada Blokstore.

## Historia
Phonebloks fue el primero en obtener atención en los medios de comunicación. Posteriormente, en 2013, Google / Motorola se unieron a la idea con el nombre de "Proyecto Ara". El teléfono modular fue programado para ser lanzado en enero de 2015.
En 2014, apareció Puzzlephone, con teléfonos que se pueden personalizar tanto en el nivel del sistema operativo, como del hardware, lo que lleva a hardware de código abierto (con estándares de hardware y firmware) y modularidad.

## Componentes
Los componentes (módulos) pueden ser:
- Almacenamiento.
- Antena.
- Conector de audio.
- Batería.
- Bluetooth.
- Cámara.
- GPS.
- Giroscopio.
- Toma de vídeo (HDMI).
- Velocidad.
- Wifi.